# Куэрво, Руфино
Руфино Куэрво-и-Баррето (исп. Rufino Cuervo y Barreto; 28 июля 1801 — 21 ноября 1853) — колумбийский политик, юрист и журналист.

## Биография
Родился в 1801 году в Тибирите. Окончил Университет-дель-Росарио в Боготе, получил степень доктора гражданского и канонического права. Впоследствии стал чиновником в министерстве финансов, а потом — парламентарием.
Во время президентства Педро Эррана был министром финансов и послом в Эквадоре. На президентских выборах 1845 года стал третьим, но так как Конгресс был не обязан утверждать кандидатов именно в соответствии с абсолютным результатом, то президентом стал Томас Москера, а Руфин Куэрво стал при нём вице-президентом. Будучи вице-президентом, Куэрво в отсутствии Москеры несколько раз исполнял обязанности президента страны.
В 1849 году вновь участвовал в президентских выборах и опять стал третьим.
1. 1 2  Bibliothèque nationale de France Autorités BnF (фр.): платформа открытых данных — 2011.